# Hexatoma subaurantia
Hexatoma subaurantia är en tvåvingeart som beskrevs av Alexander 1937. Hexatoma subaurantia ingår i släktet Hexatoma och familjen småharkrankar. Inga underarter finns listade i Catalogue of Life.